# スマイルでいこう
『スマイルでいこう』は、安藤なつみによる日本の漫画作品。
『なかよし』（講談社）にて1999年2月号から同年12月号まで連載された。全11話。そのほか、同誌同年4月号増刊『はるやすみランド』と同誌2000年2月号に番外編が掲載された。単行本は同社の講談社コミックスなかよしより全2巻。
主人公の笑がミス・ユニバースを目指す物語。各話のサブタイトルは「〜でいこう」の形式に統一されている。

## 書誌情報
- 安藤なつみ 『スマイルでいこう』 講談社〈講談社コミックスなかよし〉、全2巻
  1. 1999年9月6日第1刷発行、ISBN 4-06-178922-8
  2. 2000年3月6日第1刷発行、ISBN 4-06-178934-1

  - 2巻には『なかよし』に掲載の番外編が同時収録されている。